# Ньето, Висенте
Висенте Ньето де лас Виньяс, Гарсиа Санчес де Валенсия и Гонсалес (исп. Vicente Nieto de las Viñas y García Sánchez de Valencia y González) или Висенте Ньето де лас Виньяс (исп. Vicente Nieto de las Viñas) или просто Висенте Ньето (исп. Vicente Nieto; 1769, Испания — 15 декабря 1810, Потоси) — испанский военный роялист и чиновник, ненадолго назначенный губернатором Монтевидео в середине 1809 года. В конце 1809 года он был назначен президентом Королевской аудиенсии Чаркаса и, соответственно, губернатором-интендантом Чукисаки. В декабре 1810 года он был низложен и расстрелян за участие в контрреволюции против освобождения Соединенных провинций Рио-де-ла-Платы.

## Биография

### Происхождение семьи
Висенте Ньето де лас Виньяс родился в Испании в 1769 году, но его точное место рождения и происхождение семьи не документированы.

### Военная карьера в Европе
Он имел долгую военную карьеру в Испании и в 1791 году сражался под командованием генерал-капитана Антонио Рикардоса против Франции в нескольких битвах, вплоть до Базельского мира 1795 года.

### Должности в Рио-де-ла-Плата
В 1795 году Висенте Ньето отправился в Верхнее Перу, а в 1801 году сопровождал вице-короля Хоакина дель Пино-и-Росаса, который занял пост вице-короля Рио-де-ла-Плата. Он командовал военным гарнизоном Буэнос-Айреса до назначения вице-короля Рафаэля де Собремонте. Под началом последнего он служил в Монтевидео и Буэнос-Айресе в качестве администратора табачной монополии, начальника сельской полиции, военного и военно-морского инспектора. В начале правления Собремонте он был назначен губернатором Потоси, но не вступил в должность.
Во время вторжения англичан Висенте Ньето сражался под командованием Сантьяго де Линьерса. Он присоединился к одному из испанских полков, в составе которого участвовал в обороне.

### Временно исполняющий обязанности губернатора Монтевидео
Вернувшись в Испанию, он снова действовал против французов, участвуя в битве при Рио-Секо в 1808 году. В том же году он был снова отправлен в Рио-де-ла-Плата, сопровождая прибывшего нового вице-короля Бальтазара Идальго де Сиснероса. Прежде чем обосноваться в Буэнос-Айресе, 15 июля этого года он назначил Ньето временным политическим и военным губернатором Монтевидео — должность, которая подчинялась интендантству Буэнос-Айреса, но которую тот занимал до декабря, поскольку его отправили в экспедицию в Верхнее Перу.

### Председатель Королевской аудиенсии Чаркаса и губернатор Чукисаки
На севере вице-королевства в конце мая 1809 года вспыхнула Чукисакская революция, по этой причине вице-король Сиснерос 30 сентября назначил генерала Ньето президентом Королевской аудиенции Чаркаса и, следовательно, губернатором-интендантом Чукисаки. Он выступил 4 октября со значительными военными силами и включил другие силы в Сальту. Он приступил к исполнению своих обязанностей сразу по прибытии в Потоси, что произошло 14 декабря того же года.
Он жестоко подавил революцию, которая уже распространилась на Кочабамбу и Ла-Пас. Это последнее восстание было подавлено генералом Хосе Мануэлем де Гойенече, посланным вице-королем Перу, которое, к тому же, вышло за пределы перуанской юрисдикции. Гойенече покорил Ла-Пас после кровопролитного сражения в Чакалтайе, в котором революционеры потеряли 200 солдат. Затем он занял город Ла-Пас и в последующие недели заключил в тюрьму 86 революционеров, 10 из которых в конечном итоге были казнены под страхом смертной казни. Когда Ньето продвинулся на юг и без сопротивления вошел в Чукисаку, он приказал приговорить подозреваемых к тюремному заключению и освободить их.
Эта новость дошла до Буэнос-Айреса в искаженном виде: было известно, что Ньето отправился разгромить революцию, что он это сделал, и что было вынесено много смертных приговоров. Революционеры считали Ньето виновным в событиях, вызванных Гойенече. В 1810 году Ньето получил звание фельдмаршала.
Когда известие о Майской революции достигло Буэнос-Айреса, Висенте ньето отверг власть Первой хунты. Он приказал капитану фрегата Хосе де Кордова-и-Рохасу остановить продвижение Северной армии, отправленной революционными властями Буэнос-Айреса на помощь провинциям Верхнего Перу. Кордова сумела победить американцев в битве при Котагаите, но была полностью разгромлена в битве при Суйпаче.
Вся Верхняя часть Перу осталась в руках движения за независимость, поскольку все имеющиеся силы, которых было крайне мало, были отправлены в Суйпачу.
Когда армия роялистов достигла Чукисаки, ее отступление было отрезано победой в битве при Ароме (близ Оруро), в результате чего Висенте Ньето был взят в плен.
По предложению наиболее революционных членов Первой хунты — Мариано Морено и Хуана Хосе Кастельи — и в отместку за казни роялистами лидеров революций Чукисаки и Ла-Паса в 1809 году, хунта приказала казнить захваченных контрреволюционеров. Кастелли, политический руководитель армии и посланник Первой хунты, привез с собой приказ о казни.
Висенте Ньето и другие испанские чиновники и администраторы, Хосе де Кордова-и-Рохас и Франсиско де Паула Санс — губернатор Потоси — были казнены без суда и следствия 15 декабря 1810 года на площади Пласа-Майор в Потоси после того, как они отказались присягнуть хунте.